# 缨子木科
缨子木科(Crossoma)也叫燧体木科、穗籽木科、流苏亮籽科或流苏子科，包含了4属6种，生长在北美洲，都是灌木，其种子的假种皮碎裂后呈流苏状。
Crossosoma californicum Nutt. 生长在美国加利福尼亚州的帕洛斯-弗德斯半岛、圣卡塔利纳岛、圣克莱门特岛和墨西哥的瓜达卢佩岛。
Crossosoma bigelovii S.Wats. 生长在美国加利福尼亚州、内华达州、亚利桑那州和墨西哥的加利福尼亚半岛的沙漠地带。
1981年的克朗奎斯特分类法将本科列入蔷薇目，1998年根据基因亲缘关系分类的APG 分类法将其直接列在蔷薇分支之下，没有放入任何一目，2003年经过修订的APG II 分类法新设立了一个缨子木目，包括本科、旌节花科和省沽油科以及一些独立的属。